# Хранителі (фільм)
«Хранителі» (англ. Watchmen, або «Вартові»: гра слів — «люди годинника») — американський кінофільм про супергероїв режисера Зака Снайдера, адаптація однойменного коміксу Алана Мура, Дейва Гіббонса. Головні ролі виконали Малін Акерман, Біллі Крудап, Меттью Гуд, Джекі Ерл Гейлі, Джеффрі Дін Морган, Патрік Вілсон. Світова прем'єра відбулася в Лондоні 23 лютого 2009 року. У США фільм було презентовано 6 березня 2009 року, в Україні — 5 лютого 2009 року.

## У головних ролях
- Малін Акерман — Лорі Юпітер (Юспешик) / Шовковий Привид ІІ;
- Джекі Ерл Гейлі — Волтер Ковач / Роршах;
- Патрік Вілсон — Деніел Драйберг / Нічна Сова ІІ;
- Біллі Крудап — Джон Остерман / Доктор Мангеттен;
- Метью Гуд — Едріан Вейдт / Озимандіас;
- Грег Плітт — Джон Остерман / Доктор Мангеттен (CGI);
- Джеффрі Дін Морган — Едвард Морган Блейк / Комедіант
- Карла Гуджино — Саллі Юпітер / Шовковий Привид
- Джерард Батлер (голос) — морський капітан (мультфільм "Історія Чорної Шхуни" у реж. версії)

## Музика до фільму

### Саундртрек
| #   | Назва                                                         | Тривалість |
| --- | ------------------------------------------------------------- | ---------- |
| 1.  | «Місія порятунку (Rescue Mission)»                            | 2:14       |
| 2.  | «(Don't Get Too Misty Eyed)»                                  | 1:37       |
| 3.  | «Цієї ночі загинув Комедіант (Tonight the Comedian Died)»     | 2:44       |
| 4.  | «Шовковий Привид(Silk Spectre)»                               | 1:01       |
| 5.  | «Ми житимемо довше (We'll Live Longer)»                       | 0:57       |
| 6.  | «Тебе звільнено! (You Quit!)»                                 | 0:39       |
| 7.  | «Залишилося тільки два імені (Only Two Names Remain)»         | 1:43       |
| 8.  | «Американська мрія (The American Dream)»                      | 1:57       |
| 9.  | «Едвард Блейк - Комедіант (Edward Blake - The Comedian')»     | 2:42       |
| 10. | «Останній сміх (The Last Laugh)»                              | 0:58       |
| 11. | «Тюремна бійка (Prison Fight)»                                | 1:45       |
| 12. | «Просто озирнися довкола (Just Look Around You)»              | 5:52       |
| 13. | «Апокаліптичний сон Дена (Dan's Apocalyptic Dream)»           | 1:18       |
| 14. | «Хто вбив Голліса Мейсона? (Who Murdered Hollis Mason?)»      | 0:56       |
| 15. | «Як щодо Джейні Слейтер? (What About Janey Slater?)»          | 1:35       |
| 16. | «Я розповім тобі про Роршаха (I'll Tell You About Rorschach)» | 4:10       |
| 17. | «Зворотний відлік (Countdown)»                                | 2:47       |
| 18. | «Це був я (It Was Me)»                                        | 1:26       |
| 19. | «Все те добре (All That Is Good)»                             | 4:59       |
| 20. | «Реквієм (Requiem) (Вольфганг Амадей Моцарт)»                 | 0:55       |
| 21. | «Я кохаю тебе (I Love You)»                                   | 2:41       |

### Музика з кінофільму
Після виходу фільму, виробники випустили CD-диск з музикою до фільму.
| #   | Назва                                                                                          | Тривалість |
| --- | ---------------------------------------------------------------------------------------------- | ---------- |
| 1.  | «Ряд спустошення (Desolation Row) - My Chemical Romance»                                       | 3:01       |
| 2.  | «Незабутній (Unforgettable ) - Нет Кінг Коул»                                                  | 3:28       |
| 3.  | «Часи змінюються (The Times They Are a-Changin') - Боб Ділан»                                  | 3:14       |
| 4.  | «Звуки тиші(The Sounds Of Silence) - Simon and Garfunkel»                                      | 3:07       |
| 5.  | «Я та Боббі МакГі (Me and Bobby McGee) - Дженіс Джоплін»                                       | 4:31       |
| 6.  | «Я твій бугі чоловік (I'm Your Boogie Man) - KC and the Sunshine Band»                         | 4:03       |
| 7.  | «Ти моє хвилювання (You're My Thrill) - Біллі Холідей»                                         | 3:24       |
| 8.  | «(Pruit Igoe/Prophecies) - Філіп Ґласс»                                                        | 8:37       |
| 9.  | «Алелуйя (Hallelujah) - Леонард Коен»                                                          | 4:37       |
| 10. | «(All Along the Watchtower) - The Jimi Hendrix Experience»                                     | 4:01       |
| 11. | «Політ Валькірій (Ride of the Valkyries) (Ріхард Вагнер) - Будапештський фестивальний оркестр» | 5:22       |
| 12. | «Пірат Дженні (Pirate Jenny) - Ніна Сімон»                                                     | 6:39       |

## Відгуки кінокритиків
На сайті Metacritic кінофільм здобув рейтинг у 56 балів із 100., на сайті Rotten Tomatoes — 64 зі 100.